# Notocheirus hubbsi
Notocheirus hubbsi H. W. Clark, 1937 é uma espécie de pequenos peixes neríticos da família Notocheiridae, com distribuição natural nas costas sul-americanas do sueste do Oceano Pacífico e do sudoeste do Oceano Atlântico, desde Puerto Deseado (Argentina) pelas costas atlânticas da Terra do Fogo e do Cabo Horn até Valparaíso (Chile). O género é monotípico tendo N. hubbsi como a sua única espécie.

## Descrição
Notocheirus hubbsi é uma espécie de ocorrência rara e até agora pouco conhecida, com apenas 4-8 centímetros de comprimento, com o corpo transparente, alongado e achatado lateralmente, recoberto por escamas do tipo cicloide. Os peixes desta espécie distinguem-se das espécies do género Iso, semelhantes externamente, por apresentarem apenas a segunda barbatana dorsal. Os dentes da mandíbula superior localizam-se apenas na sínfise da pré-maxila. A pelve apresenta uma extensão lateral que se estende entre as vértebras quase até à espinha.
Notocheirus hubbsi vive na zona de rebentação, onde se alimenta de plâncton, especialmente de pequenos copépodes. A espécie apresenta fertilidade muito baixo, tendo sido encontrados nos ovários das fêmeas em média apenas 71 ovos.
Alguns espécimes, que têm na cabeça odontódeos associados à linha lateral, podem pertencer a uma segunda espécie de Notocheirus ainda não descrita.
O nome específico deriva dos vocábulod gregos noton ("posterior") e cheir ("mãos"), atribuído por causa da posição de inserção das barbatanas peitorais estar muito acima da linha média do corpo. O epíteto específico hubbsi foi criado em homenagem ao ictiólogo norte-americano Carl Leavitt Hubbs.
Um estudo realizado em 2012, com recurso à análise genética comparativa, concluiu que Notocheirus hubbsi é muito próximo do grupo Atherinopsidae, um taxon com distribuição centrada nas Américas.